# Cynthia Valenzuela
Cynthia Valenzuela (Ciudad de México, 23 de agosto de 1963) es una arpista mexicana. Toca el arpa céltica. Es la primera arpista a tocar el arpa céltica metálica concebida y realizada por su esposo.
Además de su participación a conciertos y la edición de discos,  utiliza el arpa para la meditación y sanación·.
Ha acompañado Alan Stivell durante un concierto en México en 2001 al Festival del Tajín.

## Discografía
- Canciones de Cuna para Arrullar el Alma, Urtext Digital Classics[4]
- Cantos mágicos, Urtext Digital Classics
- Arpa Celta, Urtext Digital Classics[5]
- The versatil celtic harp, WoldSong Records
- Arpa selva, Urtext Digital Classics[6]
- Celestial sound, Urtext Digital Classics
- Vermillion Sea, Gyroscope, en collaboration avec Gene Bowen[7]·[8]